# Élections constituantes de 1945 en Maine-et-Loire
Les élections constituantes françaises de 1945 se déroulent le 21 octobre.

## Mode de scrutin
Les députés sont élus selon le système de représentation proportionnelle suivant la règle de la plus forte moyenne dans le département, sans panachage ni vote préférentiel. Il y a 586 sièges à pourvoir.
Dans le département de Maine-et-Loire, six députés sont à élire.

## Élus
Les six députés élus sont : 
| Identité            | Parti | Parti |
| ------------------- | ----- | ----- |
| Charles Barangé     |       | MRP   |
| Joseph Le Sciellour |       | MRP   |
| Joseph Barbary      |       | MRP   |
| Auguste Allonneau   |       | SFIO  |
| Bernard Huet        |       | UR    |
| Étienne de Raulin   |       | UDSR  |

## Résultats

### Résultats à l'échelle du département
| Parti          | Parti                                            | Tête de liste     | Résultats | Résultats | Sièges | Sièges |
| Parti          | Parti                                            | Tête de liste     | Voix      | %         |        |        |
| -------------- | ------------------------------------------------ | ----------------- | --------- | --------- | ------ | ------ |
|                | Mouvement républicain populaire                  | Charles Barangé   | 74 383    | 31,77     | 3      |        |
|                | Section française de l'Internationale ouvrière   | Auguste Allonneau | 48 853    | 20,87     | 1      |        |
|                | Entente républicaine                             | Bernard Huet      | 46 636    | 19,49     | 1      |        |
|                | Union gaulliste (Gaullistes-UDSR)                | Étienne de Raulin | 31 737    | 13,56     | 1      |        |
|                | Parti communiste français                        | Georges Morand    | 21 860    | 9,34      | -      |        |
|                | Parti républicain, radical et radical-socialiste | Jean Hérard       | 11 644    | 4,97      | -      |        |
|                |                                                  |                   |           |           |        |        |
| Inscrits       | Inscrits                                         | Inscrits          | 311 993   | 100,00    | 6      |        |
| Votants        | Votants                                          | Votants           | 241 442   | 77,39     |        |        |
| Blancs et nuls | Blancs et nuls                                   | Blancs et nuls    | 7 829     | 3,03      |        |        |
| Exprimés       | Exprimés                                         | Exprimés          | 234 113   | 96,97     |        |        |